# 教育基本法 (中華民國)
《教育基本法》是中華民國為了保障人民學習與教育權利、確立教育方針、健全教育體制所制定的教育法令，法令本身在教育法體系中具有「母法」或「本法」之性質。其中在1994年時，台灣數個民間團體於4月10日發起遊行活動以要求教育改革；之後成立了四一○教改聯盟以持續推動，而這也引起社會各界廣大迴響。其中四一○教改聯盟要求落實小班小校、廣設高中與大學、推動教育現代化並且制定《教育基本法》等改革要求，而這4項訴求也成為後來教育改革的主軸。受到社會輿論要求制定《教育基本法》的壓力下，當時擔任立法委員的翁金珠等50人則提出了《教育基本法草案》。在經過立法院通過後，1999年6月23日時由中華民國總統李登輝公布《教育基本法》。
其中規定人民是教育的主體、教育權由中央下放至地方、國民教育得視社會發展延長年限以及保障弱勢族群受教權，同時鼓勵私人興學並且允許公立學校委託私人辦理。由於《教育基本法》其效力遠大於其他教育法律，可說是一切教育法規的根本大法，因此對整體教育有極為深遠的影響。而2006年12月12日時，立法院通過管碧玲等立法委員提出的《教育基本法》修正案，禁止學校有任何形式的體罰而成為世界上第109個禁止校園體罰的國家。

## 外部來源
- （繁體中文） 「教育基本法」 （页面存档备份，存于）